# 1490-1499
De jaren 1490-1499 (van de christelijke jaartelling) zijn een decennium in de 15e eeuw.

## Meerjarige gebeurtenissen

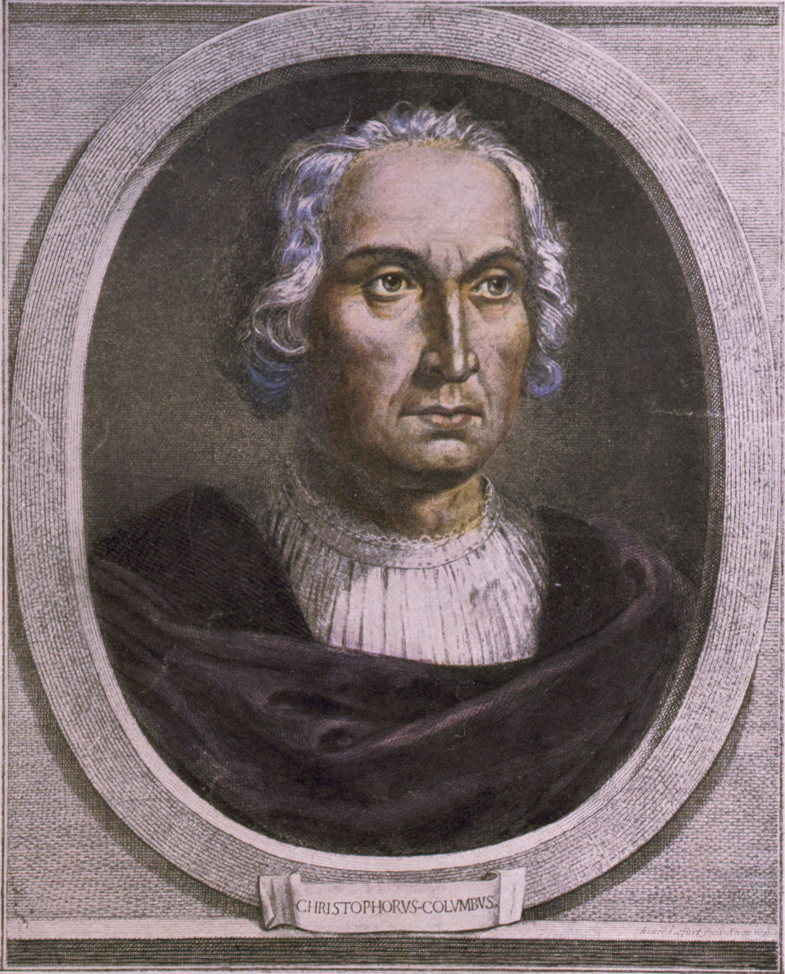
Christoffel Columbus

### Ontdekkingsreizen
- 1492 : In augustus vertrekt Christoffel Columbus om Indië via een westelijke route te vinden. Nog datzelfde jaar bereikt hij de Amerikaanse kust en landt op een (niet met zekerheid geïdentificeerd) eiland in de Bahama's. Hiermee is de ontdekking van Amerika, of beter gezegd herontdekking een feit. Hij ontdekt vervolgens Cuba. Op 5 december 1492 ontdekt Columbus Hispaniola. Columbus maakt in 1493 en 1498 nog twee reizen naar Amerika. Dit feit wordt soms gezien als het einde van de Middeleeuwen en het begin van de Nieuwe Tijd.
- 1494 : Verdrag van Tordesillas. Spanje en Portugal delen de wereld op in twee veroveringshelften.
- 1495 : Koning Hendrik VII van Engeland heeft de opdracht van de uitbouw van de Royal Navy in Portsmouth.
- 1497 : In mei vertrekt De Italiaanse kapitein Giovanni Cabotto met een enkel schip, de Matthew, uit Bristol. Hij heeft een octrooi van de Engelse koning, en de meeste opvarenden zijn zeelieden uit Bristol. Na ruim een maand varen, bereikt hij land. Waar hij precies landt is onbekend; Newfoundland en Cape Bretoneiland zijn de meest waarschijnlijke kandidaten, maar ook Maine en Labrador worden genoemd. Hij gaat aan land, en neemt het gebied namens Engeland in bezit. Hij vindt sporen van menselijk leven, maar heeft nooit indianen ontmoet.
- 1498 : De Portugees Vasco da Gama vaart rond Afrika en arriveert zo in India.
- 1499 : Amerigo Vespucci en Alonso de Ojeda varen van Europa naar Zuid-Amerika en bereiken de monding van de rivier de Amazone. Naar Amerigo Vespucci zal het continent uiteindelijk worden vernoemd.

### Amerika
- 1492 betekent het einde van de Precolumbiaanse periode.

### Oost-Europa
- 1490 : Matthias Corvinus, koning van Bohemen en Hongarije, sterft kinderloos. De beide koninkrijken keren terug naar het Huis Jagiello.
- 1492 : Casimir IV van Polen sterft, zijn zoon Wladislaus II krijgt Bohemen en Hongarije, zijn andere zoon Jan I Albrecht krijgt Polen.

### Europa
- 1491 : Het Verdrag van Granada betekent het einde van het Koninkrijk Granada.
- 1491 : Koning Karel VIII van Frankrijk huwt met Anna van Bretagne.
- 1493 : Keizer Frederik III sterft, hij wordt opgevolgd door zijn zoon Maximiliaan I van Oostenrijk.
- 1494 : Italiaanse Oorlog. Gian Galeazzo Sforza, hertog van Milaan sterft, zijn oom Ludovico Sforza eist de opvolging. Dit wordt door vele partijen gecontesteerd.
- 1495 : Liga van Venetië. Oprichting van een coalitie tegen Frankrijk.
- 1495 : Rijksdag van Worms is een rijks hervorming van het Heilig Roomse Rijk.
- 1498 : Karel VIII van Frankrijk sterft, hij wordt opgevolgd door zijn zwager, Lodewijk XII.
- 1499 : Lodewijk XII huwt met de weduwe van zijn voorganger Anna van Bretagne
- 1499 : Lodewijk XII start een nieuwe Italiaanse Oorlog.

### Lage Landen
- 1493 : Vrede van Senlis. Picardië en het Hertogdom Bourgondië worden een deel van Frankrijk. Maximiliaan van Habsburg trekt zich terug uit de Nederlanden en zijn zoon Filips de Schone wordt landsheer. Hij weigert de Blijde Inkomste te ondertekenen die indertijd zijn moeder was afgedwongen.
- 1494 : De Gelderse Onafhankelijkheidsoorlog flakkert weer op.
- 1496 : De Philippusgulden komt in omloop.
- 1497 : Perkin Warbeck, uit Doornik, doet een tweede poging om de Engelse troon te veroveren.
- Aartshertog Maximiliaan heeft nood aan een snelle, internationale berichtendienst tussen zijn residentie in Innsbruck en hoofdsteden als Parijs en Brussel. Voor de uitvoering van zijn plan doet Maximiliaan een beroep op de Lombardische expertise van Janetto van Tassis, die zijn broer Frans en zijn neef Jan Baptista erbij betrekt. Ze zetten in 1490 de eerste estafettepost op, met vaste verversingsstations om van paarden en ruiters te wisselen (de gebruikte uitspanningen zijn meestal bestaande herbergen). Uiterlijk in 1496 is Frans van Tassis ook in de Nederlanden werkzaam.

### Godsdienst
- De koning en koningin - Ferdinand en Isabella - tekenen op 30 maart 1492 het Verdrijvingsedict, waarin de joden voor de keuze tussen bekering en verdrijving worden gesteld.
- De dominicaanse boeteprediker Girolamo Savonarola slaagt erin door zijn meeslepende redevoeringen een groot deel van de Florentijnse bevolking te mobiliseren. Hij groeit zo uit tot de machtigste man van de stad. Tijdens het Carnaval van 1497 grijpt Savonarola het volksfeest aan voor een immense verbranding van 'ijdele zaken'. De adel en de clerus krijgen steeds meer moeite met de militante prediker. In 1498 belandt Savonarola zelf op de brandstapel.

### Azië
- 1490 : Het Bahmanidenrijk valt uiteen, vijf onafhankelijke sultanaten zien het daglicht, de Sultanaten van de Dekan.

<< · 1490 · 1491 · 1492 · 1493 · 1494 · 1495 · 1496 · 1497 · 1498 · 1499 · >>
<< · 1400-1409 · 1410-1419 · 1420-1429 · 1430-1439 · 1440-1449 · 1450-1459 · 1460-1469 · 1470-1479 · 1480-1489 · 1490-1499 · >>